# Chimie environnementale

La chimie atmosphérique est connectée à la chimie environnementale.

La chimie environnementale est l'étude des sources, réactions, du transport, des impacts et du devenir des produits chimiques dans les écosystèmes. Elle étudie aussi les décontaminations après une pollution chimique. Cette science interdisciplinaire ne doit pas être confondue avec la chimie verte qui cherche en premier lieu à éviter ou réduire la pollution à sa source.
La chimie environnementale traite des réactions, de la destinée, des mouvements et des sources des produits chimiques dans l'air, l'eau et le sol par la chimie analytique. Sans les êtres humains, la discussion serait limitée aux produits chimiques et aux processus se produisant naturellement. De nos jours, avec la population bourgeonnante sur terre, associée aux techniques en progrès constant, les activités humaines ont une influence croissante sur la chimie environnementale. Les premiers hommes, et même ceux vivant il y a un plus d'un siècle, doivent avoir considéré que la terre était si vaste que l'activité humaine ne pourrait qu'à peine avoir autre chose que des effets locaux sur le sol, l'eau et l'air. Aujourd'hui, nous prenons conscience que nos activités peuvent non seulement avoir des conséquences locales et régionales, mais aussi globales.

## Pollution de l'air
L'histoire de l’environnement et de sa chimie est avant tout l'histoire de sa pollution. Pour une grande part, ce sont les changements opérés dans l'air, l'eau, et le sol par les êtres humains qui en sont à la base, à savoir la pollution due à la circulation, aux petites et grande industries et à l’agriculture.
Dans le passé, les pollutions de l'air étaient en général dues à des « problèmes de fumées », qui concernaient avant tout le dioxyde de soufre et les poussières. Déjà les Romains se plaignaient de la saleté de l'air de leur ville. Les problèmes devinrent de plus en plus importants quand on commença à chercher du charbon à partir du XIIIe siècle, principalement dans les villes. Par exemple, en 1558, Élisabeth Ire interdisait la combustion du charbon à  Londres, pendant que le parlement siégeait ; et dans une loi édictée en 1627 à Lyon, on trouve explicitement le texte suivant : « Aerem corrupere non licet »("il est interdit de polluer l'air").
Antoine Laurent de Lavoisier (1743-1794) - qui est le plus souvent connu pour ses travaux fondamentaux en chimie - était impopulaire en France car accusé d’être à l'origine de la pollution de l'air. Il n'avait pas cette mauvaise réputation à cause de ses expériences chimiques, par contre, il voulut limiter la fuite des personnes qui cherchaient à échapper au paiement des impôts en construisant un mur autour de la ville. Lavoisier était un fonctionnaire des impôts à Paris.

## Pollution de l'eau
La plupart des villes antiques, excepté quelques-unes comme Babylone, rejettent leurs déchets jusqu'au XIXe siècle directement ou indirectement dans les fleuves et les lacs. Ce n'est qu'à partir de cette période qu'on trouve les premiers essais d'épuration des eaux usées.
Par contre, les unités d'alimentation en eau centralisées sont déjà citées à la fin du XVe siècle, entre autres à Bâle, Berne, Nuremberg et Munich. L'eau provenant avant tout des puits reste la source de vie d'une ville. Lorsque ces villes sont assiégées, l'eau garantit une certaine autarcie ; par exemple au milieu du quinzième siècle, la ville de Nuremberg possède 100 puits municipaux. La pollution de ces puits est sévèrement punie, parfois jusqu'à la peine de mort dans cette ville. Entre autres, il est interdit d'y jeter les excréments, d'y laver son linge ou d'y faire boire les chevaux.
En ce qui concerne l'utilisation des fleuves, des ruisseaux ou des lacs comme moyens de transport des déchets, nos ancêtres étaient extrêmement généreux. Des manufactures de laine, des laveries, des tanneries, des forgerons et des fabricants de parchemins ont souvent eu le droit particulier de rejeter leurs déchets dans les fleuves pendant la nuit ; des droits similaires ont été octroyés aux teintureries et aux abattoirs.
Les problèmes d'environnement ont eu très tôt[C'est-à-dire ?] des impacts sur l'organisation au niveau des villes : ainsi, par exemple, les élus municipaux de la ville de Paris ont fait attention[Quand ?] à ce que les tanneurs et les bouchers s'installent en dehors de l'agglomération et en aval du fleuve, où leurs eaux de rejets ne pouvaient plus contaminer leur propre ville.

## Exemples de sujets
- La pollution de l'air. Les particules en suspension sont responsables de la mort prématurée de 42 000 personnes chaque année en France ; 60 % des Français sont exposés à la pollution atmosphérique[4].
- L'impact des déchets plastiques marins[5] sur les espèces.
- L'étude des réactions des CFC et HCFC dans la stratosphère.
- L'acidification des sols et des océans.
- Les conséquences environnementales de l'orpaillage en Guyane.
- La toxicité des pesticides pour les abeilles (en).